# Лассо, Борха
Франсиско Борха Лассо де ла Вега Гайан (исп. Francisco Borja Lasso de la Vega Gayán; род. 1 января 1994, Севилья) — испанский футболист, вингер.

## Клубная карьера
Лассо — воспитанник клуба «Севилья» из своего родного города. В 2013 году для получения игровой практики Борха начал выступать за дублирующий состав. В 2017 году в матче против «Эспаньола» он дебютировал в Ла Лиге. В начале 2018 года Лассо на правах аренды перешёл в «Осасуну». 18 января в матче против «Химанстика» из Таррагоны он дебютировал за новую команду. 21 января в поединке против «Культураль Леонеса» Борха забил свой первый гол за «Осасуну». После окончания аренды он вернулся в «Севилью».